# オーバーン (アラバマ州)
オーバーン（Auburn）は、アメリカ合衆国アラバマ州東部のリー郡にある都市。人口は7万6143人（2020年）。隣接する郡庁所在地オーペライカと都市圏を形成している。オーバーン大学が立地する学園都市。

## 歴史

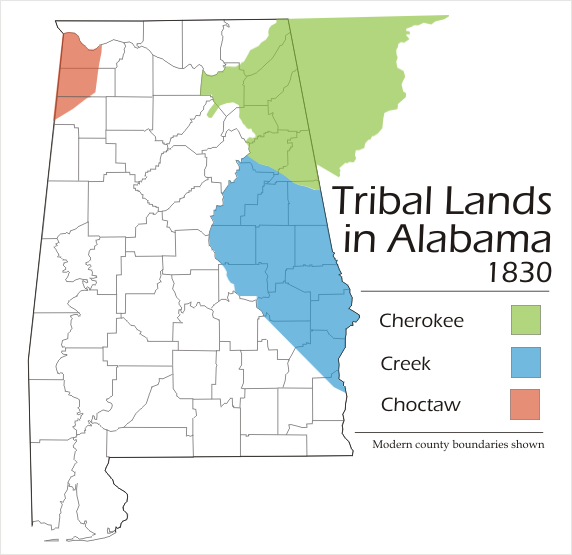
アラバマ州における先住民の居住地域（1830年頃）

今日のオーバーンがあるアラバマ州東部のこの一帯には、ヨーロッパ人の入植以前にはネイティブ・アメリカンのクリーク族が住み着いていた。1832年、カセッタの条約により、この地がクリーク族からアメリカ合衆国に割譲された。その4年後の1836年、第2次クリーク戦争によってこの地に残っていたクリーク族が当時の大統領アンドリュー・ジャクソンの命令で追放されると、この地にメソジスト信徒のジョン・J・ハーパーが町を創設した。やがてこの町は1839年、アラバマ州議会の承認を得て、正式に法人化された。
オーバーンはその初期から教育の中心地として発展していった。1840年には、既に創設されていたメソジスト系の学校を改組する形でオーバーン女子大学（現オーバーン高校）が創立した。1856年にはメソジスト系の私立リベラル・アーツ・カレッジとして、オーバーン大学の前身である東アラバマ男子大学が創立した。しかし、南北戦争が始まると、これらの大学も閉校となり、野戦病院に転用された。
南北戦争が終わっても、戦争がもたらしたオーバーンの地域経済への打撃によって、大学の再開にかかる費用を捻出できるようになるまでには時間がかかった。オーバーン女子大学の校舎は終戦後しばらくの間事業用に賃貸され、椅子工場など、所有者を転々とした。やがて地域経済が上向いてくると、オーバーン市民は校舎を買い戻し、学区を設立して、オーバーン女子大学を男女共学の高校として復活させた。

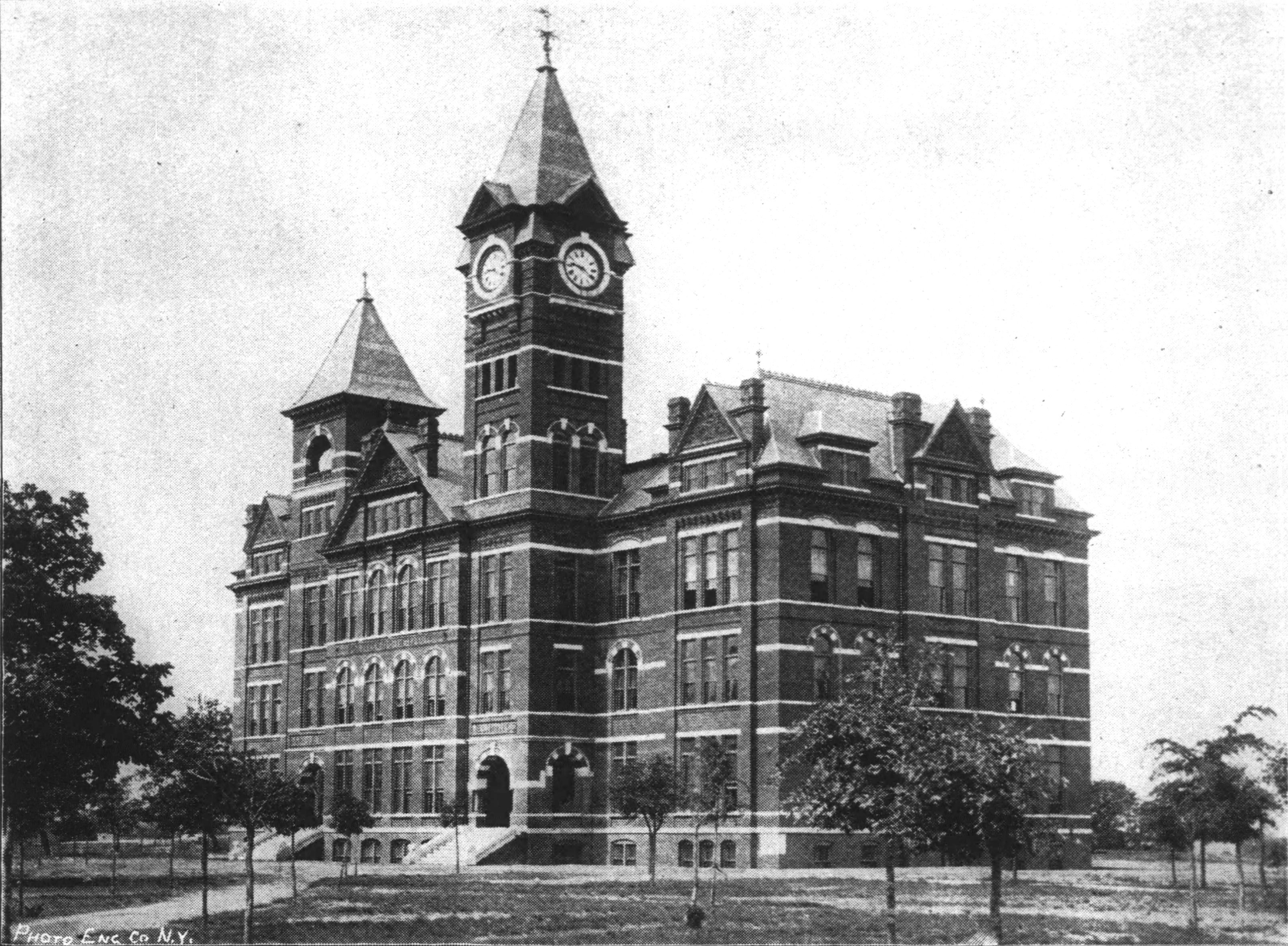
オーバーン大学（1890年頃）

一方の東アラバマ男子大学は、終戦後すぐに再開したものの、学生をなかなか集められず、財政難に苦しんでいた。1872年、メソジスト教会が東アラバマ男子大学を手放すと、同学は連邦のモリル法を適用してランドグラントの州立大学として再生され、アラバマA&M大学に改称された。その後1892年、アラバマA&M大学は女子学生を初めて受け入れ、男女共学化した。
19世紀後期から20世紀にかけてオーバーンの地域経済成長を支えたのはやはり大学であった。1929年に世界恐慌が起こると大学への依存度の高さゆえにオーバーンの地域経済は停滞したが、その後のニューディール政策によって市は持ち直した。第二次世界大戦後には学生や教職員が急増し、市の人口が大きく増加した。1990年代に入ると、オーバーンでは製造業が発展し、地域経済におけるもう1つの軸としての地位を確立していった。そして2008年には、産学官共同でハイテク産業の拠点とするべく、アラバマ州政府、オーバーン市政府、およびオーバーン大学が共同で、オーバーン研究公園を開園した。

## 地理

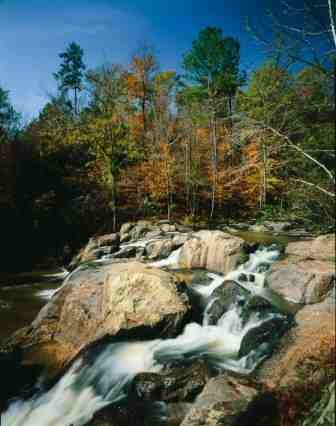
市南部のチェワクラ州立公園内を流れる小川

オーバーンは北緯32度35分51秒 西経85度28分50秒 / 北緯32.59750度 西経85.48056度に位置している。ジョージア州との州境（チャッタフーチ川）からは西へ約45km、州都モントゴメリーからは東へ約85km、アトランタからは南西へ約170kmに位置する。市の北東にはリー郡の郡庁所在地であるオーペライカが隣接している。
アメリカ合衆国国勢調査局によると、オーバーン市は総面積102.6km²（39.6mi²）である。そのうち101.3km²（39.1mi²）が陸地で1.0km²（0.4mi²）が水域である。総面積の1.11%が水域となっている。市域は滝線のすぐ北、ピードモント台地上の丘陵地帯に広がっており、標高は場所によってかなりの差があるが、市庁舎の位置では216mである。

### 気候
オーバーンの気候は早い春と蒸し暑い夏、温暖で過ごしやすい秋と冬に特徴付けられる。最も暑い7月の平均気温は28℃、最高気温の平均は32℃で、日中はほとんどの日が30℃を超える。最も寒い1月の平均気温は8℃、最低気温の平均は3℃で、最低気温が氷点下に下がることが時々ある程度である。降水量は初春にやや多く秋にやや少ないものの、1年を通じてほぼ平均しており、月間降水量は90-130mm程度である。年間降水量は約1,340mmである。冬季の降雪は極めて稀である。ケッペンの気候区分では、オーバーンはアメリカ合衆国東海岸や南部に広く分布している温暖湿潤気候（Cfa）に属する。
|               | 1月   | 2月   | 3月   | 4月   | 5月  | 6月   | 7月   | 8月   | 9月  | 10月 | 11月 | 12月  | 年      |
| ------------- | ----- | ----- | ----- | ----- | ---- | ----- | ----- | ----- | ---- | ---- | ---- | ----- | ------- |
| 平均気温（℃） | 8.9   | 10.0  | 13.3  | 17.8  | 21.7 | 25.6  | 26.7  | 26.1  | 24.4 | 18.9 | 12.8 | 9.4   | 18.3    |
| 降水量（mm）  | 121.9 | 134.6 | 154.9 | 114.3 | 91.4 | 104.1 | 137.2 | 114.3 | 86.4 | 66.0 | 86.4 | 129.5 | 1,341.0 |

## 教育

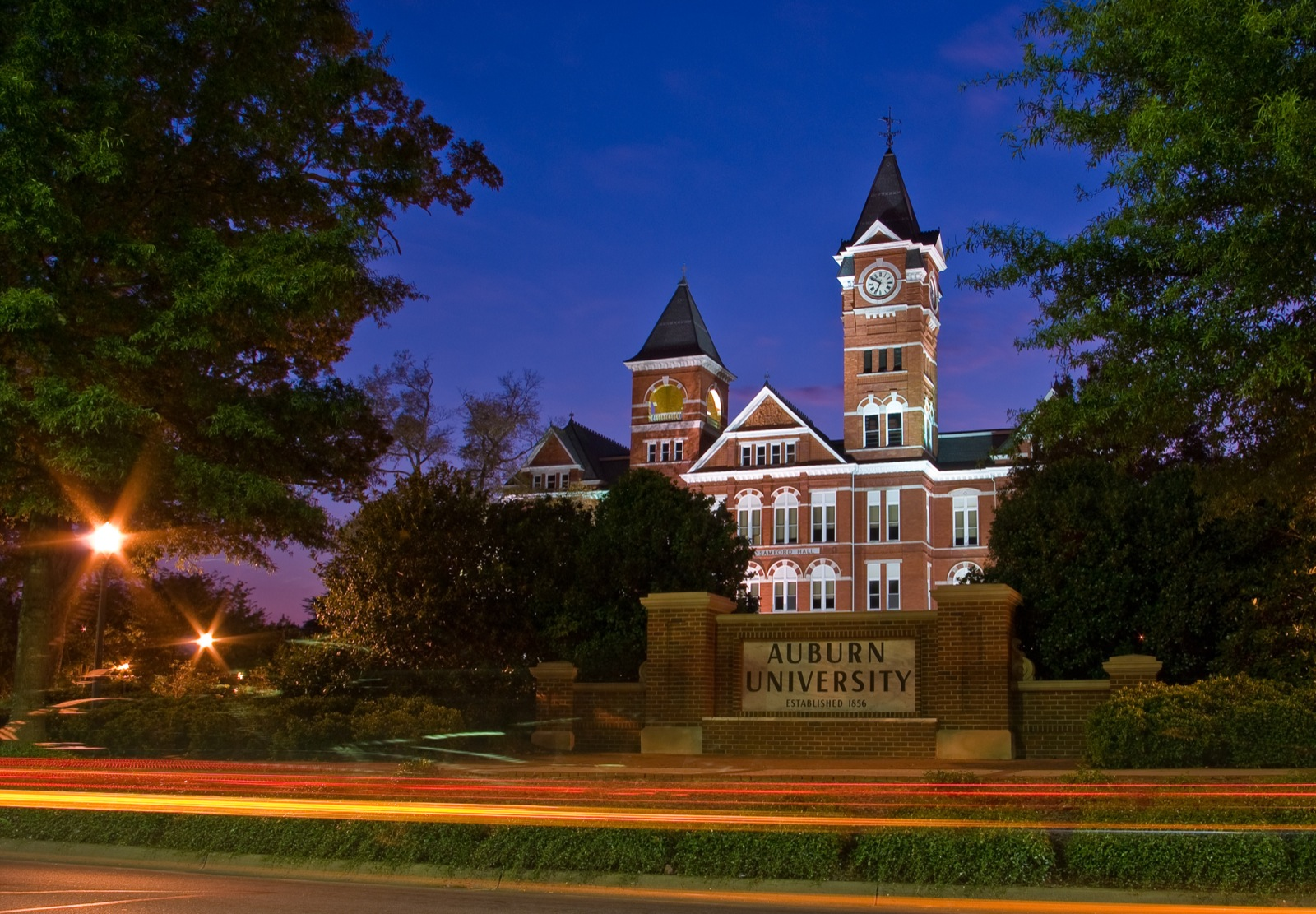
オーバーン大学

オーバーン大学は市中心部のすぐ南西に745ヘクタールの広大なキャンパスを構えている。同学は前述の通り、1856年に東アラバマ男子大学というメソジスト系の私立リベラル・アーツ・カレッジとして創立し、1872年にモリル法を適用してランドグラント大学となった後、1960年に現在のオーバーン大学に改称し、総合大学に移行した。同学は学部生約20,000人、大学院生約5,000人の学生を抱え、農学、建築・デザイン学、経営学、教育学、工学、森林・野生生物学、人間科学、リベラルアーツ、看護学、薬学、理学、獣医学の12学部を有し、140の専攻プログラムを提供している。同学はUSニューズ&ワールド・レポートの大学ランキングでは全米100位以内に入る評価を受けている。
また、同学は日本大学経済学部と提携しており、英語集中講座と経済学・経営学の授業とを組み合わせた10ヶ月間の留学プログラムを提供し、留学生を受け入れている。
オーバーンにおけるK-12課程はオーバーン市学区の管轄下にある公立学校によって主に支えられている。同学区は小学校8校（幼稚園・1-2年生: 4校、3-5年生: 4校）、中学校（6-7年生）1校、下級高校（8-9年生）1校、高校（9-12年生）1校を有している。

## 政治

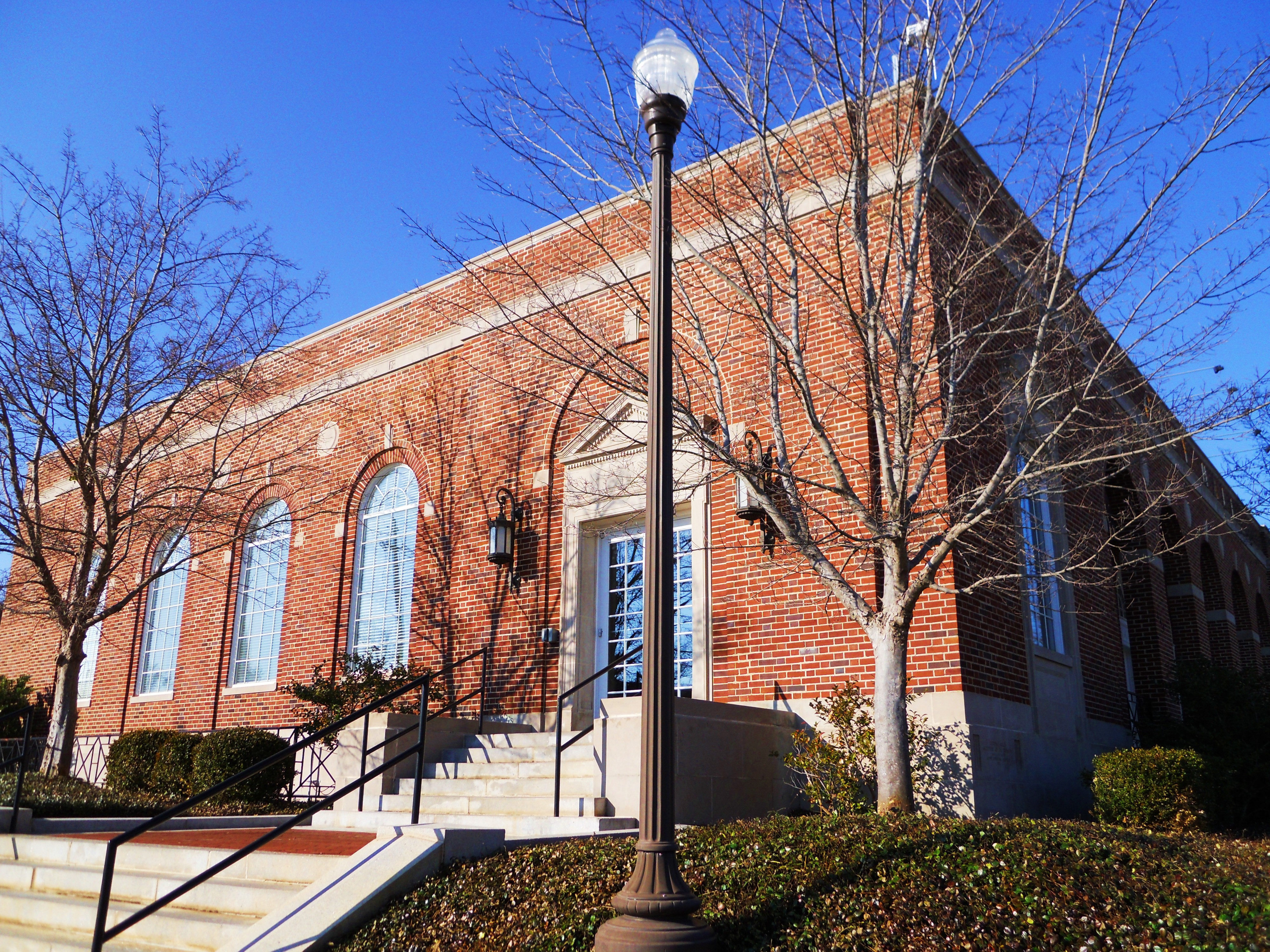
オーバーン市庁舎

オーバーンはシティー・マネージャー制を採っている。シティー・マネージャーは市政府の行政実務の長であり、1) 法令や条例の施行、2) 市政府の人事、3) 市政府職員の監督および管理、4) 市議会への財政状況報告および予算案の作成、5) シティー・マネージャーが望ましいと考える施策の市議会への提案、6) シティー・マネージャー自身に関する事項の市議会への報告、および 7) 条例もしくは市議会の議決で定められた責務に対する権限を有し、責任を負う。
市議会は市の立法機関であり、市の条例の制定や政策の採択のほか、1) シティー・マネージャーの任命および解任、および 2) 新たな行政局の創設および業務の移譲に対する権限を有する。市長は行政実務に対する責任は負っておらず、市議会の長としての役割のほかには、儀礼目的にのみ市政府の長としての役割を果たすのみにとどめられている。市議会を構成する8人の市議員は、市を8つに分けた小選挙区から1人ずつ選出される。市長は市議員とは別に全市から選出される。市長、市議員とも、その任期は4年である。

## 経済
オーバーン大学は市の地域経済にも影響を及ぼしている。同学は教職員約4,700名（うち教員約1,200名）を雇用しており、これはオーバーンの労働者人口の約1/4にあたる。加えて、2008年に同学が州政府および市政府と共同で開園したオーバーン研究公園は、同学の研究成果を活かして、地域のハイテク産業発展へとつなげる役割を果たしている。例えば、2010年にシーメンスと共同で設置された園内のオーバーン大学MRI研究センターは、東アラバマ医療センターとの契約の下に運用されている3Tおよび7Tの2台のスキャナを備え、同学工学部や獣医学部、薬学部、心理学専攻、生物科学専攻、身体運動学専攻の研究に使われているのみならず、民間のオーバーン脊椎・神経外科センターも置かれている。また、同園にはビジネス・インキュベーターもあり、オーバーン大学の教授や学生による研究成果を、地元起業家が利用してビジネスにつなげることを促進し、地域経済の発展をも促す役割を果たしている。

## 交通

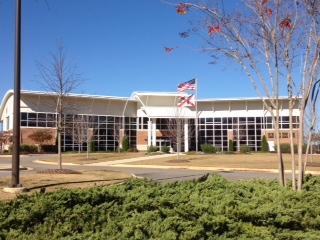
オーバーン大学地域空港

オーバーンの中心部から東へ約4kmには、オーバーン大学が所有するオーバーン大学地域空港（IATA: AUO）が立地している。しかし、この空港はゼネラル・アビエーションと呼ばれる、専ら自家用機やチャーター機の発着に使われている空港であり、オーバーン大学の航空学専攻の実習にも用いられているが、定期旅客便は発着していない。オーバーン近隣の商業空港としては、市の中心部から東へ約60km、コロンバスのダウンタウンの北東に立地するコロンバス空港（IATA: CSG）や、西へ約100km、モントゴメリーのダウンタウンの南西に立地するモントゴメリー地域空港（IATA: MGM）が挙げられる。しかし、コロンバスやモントゴメリーという都市の規模の割にはこれらの空港の規模は小さく、前者はデルタ・コネクションによるアトランタからの便が就航しているのみで、後者もデルタ・コネクションのアトランタ便の他には、アメリカン・イーグルのダラス・フォートワース便が就航しているのみにとどまる。
州間高速道路85号線は市中心部の南東を北東-南西方向に通っている。I-85はピードモント台地を縦貫する幹線で、北東へはアトランタやシャーロット方面へ、南西へはモントゴメリーへと通じている。
グレイハウンドのバスはオーバーンには停車せず、最も近いバスターミナル/バスディーポはオーペライカにある。オーペライカのバスディーポにはコロンバスとバーミングハムを結ぶアラバマローカルのバスや、アトランタへのバスが発着する。
市内には公営の路線バス網はなく、公共交通機関はリー・ラッセル公共交通（LRPT）の運営するパラトランジットのみである。これとは別に、オーバーン大学は学生及び教職員向けに、タイガー・トランジットというバス網を独自運営している。

## 文化
オーバーン大学はオーバーンにおける文化の中心でもある。キャンパス内には美術館、博物館、および劇場があり、同学の研究・教育の一環となっていると共に、展示・公演によって地域にも還元している。また、プロスポーツを持たないオーバーンにとって、同学のスポーツチーム、タイガースの重要度は高い。

### 文化施設

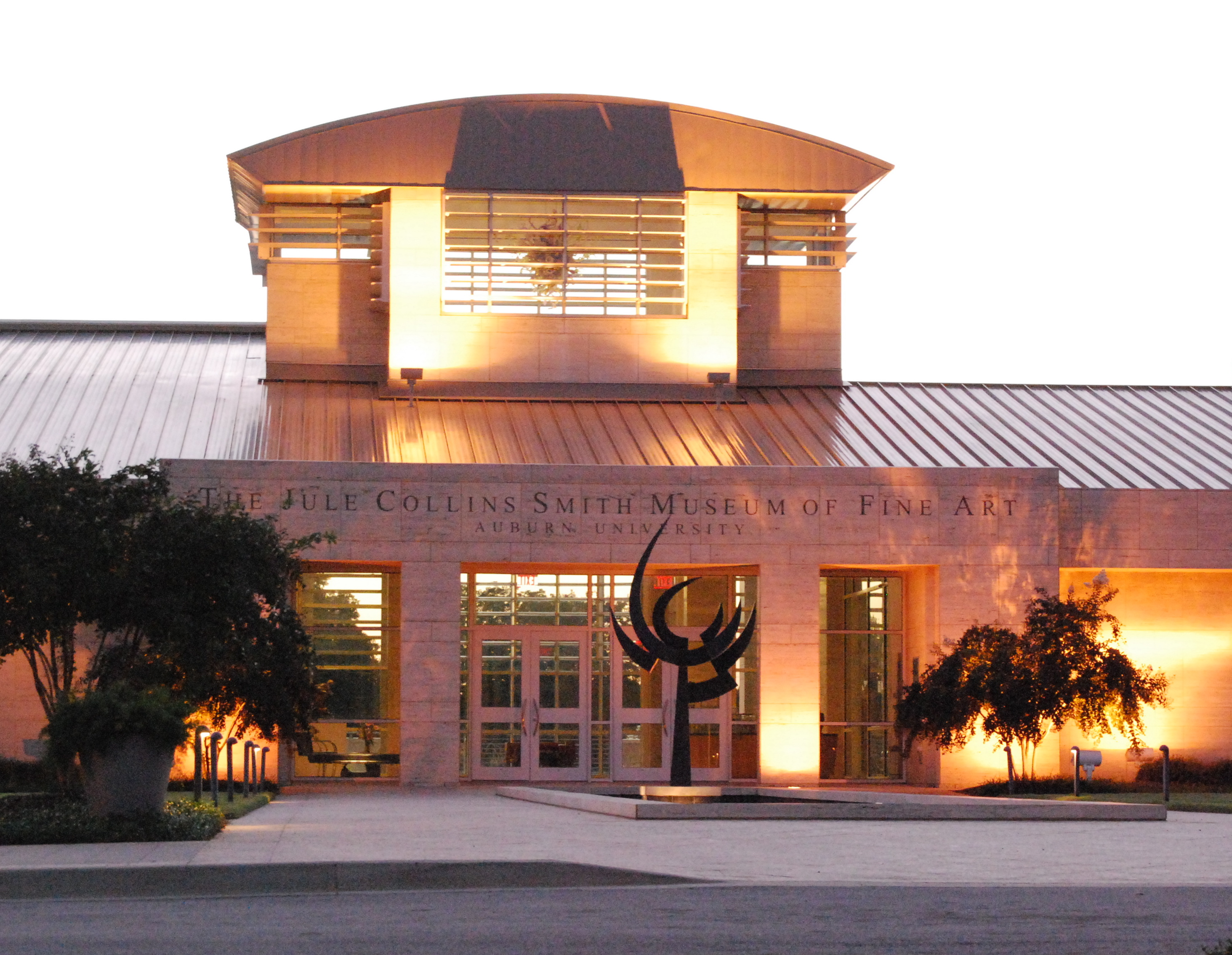
ジュール・コリンズ・スミス美術館

ジュール・コリンズ・スミス美術館はオーバーン大学のキャンパスの南に立地している。同館は素描、絵画、版画、写真、彫刻と多岐にわたるジャンルの作品1,500点以上を収蔵している。同館のロタンダはデイル・チフーリによる、「琥珀のたれ飾りのシャンデリア」と名付けられた、展示物としての機能も兼ねたガラス製のシャンデリアで照らされている。同館の代表的な常設展示物としては、サルバドール・ダリ、マルク・シャガール、ピエール＝オーギュスト・ルノワール、パブロ・ピカソ、アンリ・マティスら19世紀後半から20世紀中盤までにわたるヨーロッパの作品や、14世紀以降のチベットの青銅の彫刻が挙げられる。また、同館はジョン・ジェームズ・オーデュボンの博物画、北アイルランドの磁器や、アメリカ合衆国の前衛美術も収蔵・展示している。
理学部所有のオーバーン大学自然史博物館はキャンパスの東部、2013年4月に完成した生物多様性学習センター内に立地している。同館は生物多様性の研究、地域および地球全体におよぶ生物多様性の保存および文書化、オーバーン大学およびアラバマ州民に対する自然史教育を目的としている。同館で収集され、研究・展示対象になっている動植物は水生無脊椎動物20,000種、魚類450,000種、両生類・爬虫類40,000種、鳥類2,000種、哺乳類1,500種、および菌類を含む植物57,000種にのぼる。
キャンパス中央部のやや南、学生寮の集中するエリアのすぐ北にはリベラルアーツ学部のテルフェア・ピート劇場が立地している。同劇場はオーバーン大学の学生で構成されるモザイク劇団の本拠地となっており、同劇団の公演が行われている。この劇団の団員は演劇専攻に限らず、あらゆる学部の学生からオーディションで選抜されている。

### スポーツ

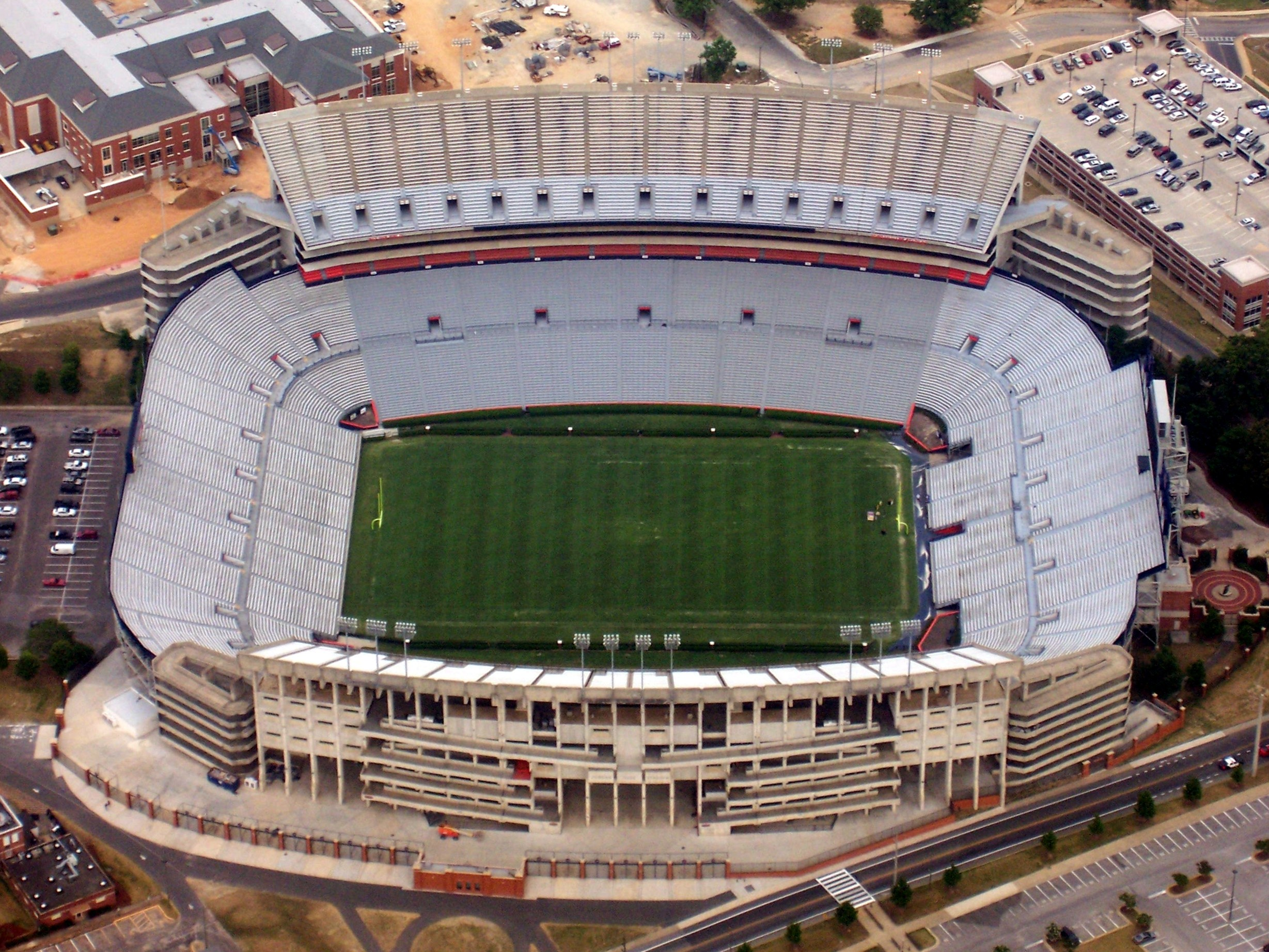
ジョーダン・ヘアー・スタジアム

オーバーン・タイガースは、NCAAのディビジョンI（フットボールはFBS/旧I-A）に属するサウスイースタン・カンファレンス（SEC）に所属し、男子7種目、女子10種目で競っている。同カンファレンスは特にフットボールでは最激戦区として知られ、タイガースにとってもフットボールの重要性が特に高い。タイガースのフットボールチームは87,491席を有するジョーダン・ヘアー・スタジアムを本拠地としており、ホームでの試合は市の総人口を大きく上回る観客を動員する。州内のもう1つの強豪であるアラバマ大学のクリムゾンタイドとは、アイアン・ボウルと呼ばれるライバル関係を築いている。2010年には、タイガースは1957年以来53年ぶり2度目、統一チャンピオンとしては大学史上初となる全米優勝を果たした。

## 人口動態
コロンバス・オーバーン・オーペライカ広域都市圏全体の人口についてはコロンバス (ジョージア州)#都市圏人口を参照のこと。
以下にオーバーン市における1870年から2010年までの市域人口の推移をグラフおよび表で示す。
| 統計年 | 人口     |
| ------ | -------- |
| 1870年 | 1,018人  |
| 1880年 | 1,161人  |
| 1890年 | 1,440人  |
| 1900年 | 1,447人  |
| 1910年 | 1,408人  |
| 1920年 | 2,143人  |
| 1930年 | 2,800人  |
| 1940年 | 4,652人  |
| 1950年 | 12,939人 |
| 1960年 | 16,261人 |
| 1970年 | 22,767人 |
| 1980年 | 28,471人 |
| 1990年 | 33,830人 |
| 2000年 | 42,987人 |
| 2010年 | 53,380人 |

## 註
1. 1 2 3 4 5  Causey, Evelyn D. Auburn. Encyclopedia of Alabama. 2013年11月25日.
2. ↑  “Quickfacts.census.gov”. 2023年12月4日閲覧。
3. 1 2  History of Auburn High School. Auburn High School.
4. 1 2 3  History of Auburn University. Auburn University.
5. 1 2  Auburn Research Park: Home. Auburn Research and Technology Foundation.
6. 1 2  Historical Weather for Auburn, Alabama, United States of America. Weatherbase.com.
7. 1 2 3  Quick Facts. Auburn University.
8. ↑  Best Colleges 2014: National University Rankings. p.4. U.S. News & World Report. 2013年.
2014年版（2013年発行）では91位であった。
9. ↑  米国アラバマ州オーバン大学年間留学プログラム. 日本大学経済学部.
10. ↑  Schools. Auburn City Schools.
11. ↑  "Qualifications of city manager; duties; designation or appointment of administrative officer to perform duties of manager during temporary absence or disability; appointment of officers and employees". Sec.2-52. Code of Ordinances. City of Auburn. 1984年.
12. ↑  "Powers of council". Sec.2-24. Code of Ordinances.
13. ↑  "Duties of mayor; vacancy in office of mayor to be filled by mayor pro tem; vacancies on council". Sec.2-23. Code of Ordinances.
14. ↑  "Designation of offices by name". Sec.8-2. Code of Ordinances.
15. ↑  "Municipal elections". Sec.8-3. Code of Ordinances.
16. ↑  MRI Research Center. Auburn Research and Technology Foundation.
17. ↑  Auburn Business Incubator. Auburn Research and Technology Foundation.
18. ↑  Columbus. (Form 5010) Airport Master Record. Federal Aviation Administration. 2013年12月12日
19. ↑  Professional Flight Management: About. Auburn University.
20. ↑  Airlines at CSG, Daily Arrivals and Departures. Columbus Airport.
21. ↑  Flight Information. Montgomery Regional Airport.
22. ↑  Opelika, AL. Greyhound.
23. ↑  Lee-Russell Public Transit (LRPT).Lee-Russell Council of Governments.
24. ↑  Home. Tiger Transit, Auburn University.
25. ↑  Collections. Jule Collins Smith Museum of Fine Art, Auburn University.
26. 1 2  Collection Highlights. Jule Collins Smith Museum of Fine Art, Auburn University.
27. ↑  The Louise Hauss and David Brent Miller Audubon Collection. Jule Collins Smith Museum of Fine Art, Auburn University.
28. ↑  The Helen and Dwight Carlisle Collection of Irish Belleek Porcelain. Jule Collins Smith Museum of Fine Art, Auburn University.
29. ↑  Advancing American Art. Jule Collins Smith Museum of Fine Art, Auburn University.
30. ↑  Birchfield, Candis. The College of Sciences and Mathematics opens Biodiversity Learning Center. College of Sciences and Mathematics, Auburn University. 2013年4月26日.
31. ↑  Auburn University Natural History Museum. College of Sciences and Mathematics, Auburn University.
32. ↑  Aquatic Invertebrates. Auburn University Museum of Natural History.
33. ↑  Fishes. Auburn University Museum of Natural History.
34. ↑  Amphibians and Reptiles. Auburn University Museum of Natural History.
35. ↑  Birds. Auburn University Museum of Natural History.
36. ↑  Mammals. Auburn University Museum of Natural History.
37. ↑  Plants. Auburn University Museum of Natural History.
38. ↑  Mosaic Theatre Company. Department of Theatre, College of Liberal Arts, Auburn University.
39. ↑  Jordan-Hare Stadium. Auburn University.
40. ↑  Klein, Gary. Auburn defeats Oregon, 22-19, to win BCS national championship game. Los Angeles Times. 2011年1月10日.
41. ↑  1957年の初優勝時はAPのみの優勝で、コーチ投票ではオハイオ州立大学（AP2位）が優勝となった。
42. ↑  Census of Population and Housing: 1790-2010. U.S. Census Bureau.